# Corazón lleno, piscina vacía
«Corazón lleno, piscina vacía» —título original: «Full Heart, Empty Pool»— es el decimoséptimo episodio de la trigésimo sexta temporada de la serie de televisión animada estadounidense Los Simpson, y el 789º episodio en total. Se emitió en Estados Unidos en Fox el 11 de mayo de 2025. El episodio fue escrito por Jeff Westbrook y dirigido por Chris Clements.
En este episodio, Homer y Grampa inventan un deporte, pero Homer se ve obligado a eliminar a Grampa para asegurar su popularidad. Robert Smigel actúa como estrella invitada en el papel de Razelton. El exjugador de baloncesto Blake Griffin, el exjugador de fútbol americano Andrew Luck, la exjugadora de fútbol Megan Rapinoe y el escritor de viajes Rick Steves aparecieron como ellos mismos.

## Trama
Un adolescente con voz chillona es citado a declarar ante el tribunal que, como parte de su trabajo, alquiló una retroexcavadora a Homer. Éste quería construir una piscina en su patio trasero, pero accidentalmente cortó las líneas de suministro de la ciudad. Homer utiliza el testimonio de Teen para demostrar que es incompetente y obtiene una indemnización del empleador de Teen. La utiliza para comprar fideos y pelotas de piscina. Marge está preocupada por el legado de Homer, lo que le lleva a pensar que no será recordado. Deprimido, se sienta en la piscina inacabada mientras golpea una bola contra las paredes con un fideo de piscina doblado. El abuelo le consuela y crean un juego con los fideos y la pelota. Lo llaman Noodleball. Invitan a jugar a los ancianos de la residencia y esperan que sea su legado.
El juego se hace popular entre las personas mayores, que juegan en las piscinas vacías de la ciudad. Sin embargo, pierden el acceso a las piscinas en favor de los niños que quieren nadar y de los adolescentes que montan en monopatín en ellas. Tratando de salvar su legado, conocen a Gabriel Razelton, que representa a un consorcio que quiere apoyar el Noodleball. Éste presenta una maqueta de un complejo de estadios de Noodleball patrocinado por la industria del aguacate. Sin embargo, le dice a Homer que quiere prescindir del abuelo para poder comercializar el Noodleball como un deporte para ricos en lugar de para personas mayores. Homer acepta para asegurar su legado.
El complejo del estadio se inaugura con un torneo de famosos en el que participan atletas retirados. Marge obliga a Homer a decirle al abuelo que ha sido eliminado. El abuelo dice que el legado no tiene sentido, ya que los muertos no lo sabrán. Lisa argumenta que cultivar aguacates desperdicia recursos naturales y que la industria utiliza el Noodleball para mejorar su reputación. Sintiéndose culpable, Homer quiere jugar en el torneo con el abuelo. Al empezar el partido, Homer y el Abuelo se lesionan inmediatamente, arruinando el deporte y a su patrocinador, pero Marge está orgullosa de que Homer se haya reconciliado con el Abuelo.

## Producción
Robert Smigel actuó como invitado en el papel de Razelton. El exjugador de baloncesto Blake Griffin, el exjugador de fútbol americano Andrew Luck, la exfutbolista Megan Rapinoe y el escritor de viajes Rick Steves aparecieron como ellos mismos. El episodio se dedicó en memoria del músico Jill Sobule, que actuó en el episodio de la trigésimo primera temporada «Marge the Lumberjill». También marca el regreso del El Hombre Muy Alto, quien apareció por primera vez en el episodio de la séptima temporada «22 Short Films About Springfield».

## Recepción

### Audiencia
El episodio obtuvo una audiencia de 0,17 y fue visto por 0,69 millones de espectadores, siendo el segundo programa más visto de Fox esa noche.

### Respuesta de la crítica
John Schwarz de Bubbleblabber calificó el episodio con un 6 sobre 10. Le gustaron los diálogos y las apariciones de los atletas, pero pensó que la trama era similar a la de la película de 1998 BASEketball. Le interesó más la subtrama de Squeaky-Voiced Teen. Cathal Gunning periodista de Screen Rant señala una confusa incoherencia en el retrato que hace el episodio de Homer como desesperado por dejar un legado, aunque describe el episodio como una «salida sólida y divertida». Nick Valdez de Comicbook.com situó este episodio en el séptimo puesto de su lista de todos los episodios de la temporada. Destacó la relación entre el abuelo y Homer, y comentó: «No es el episodio más trascendental ni el que tiene los giros argumentales más importantes de todos los que aparecen en esta lista, pero es simplemente divertido».